# Eutrypanus
Eutrypanus es un género de escarabajos longicornios de la tribu Acanthocinini.

## Especies
- Eutrypanus dorsalis (Germar, 1824)
- Eutrypanus mucoreus (Bates, 1872)
- Eutrypanus signaticornis (Laporte, 1840)
- Eutrypanus tessellatus White, 1855
- Eutrypanus triangulifer Erichson, 1847